# God's Eye
God's Eye（ゴッズ アイ）は、朱里をリーダーとして、2022年からスターダムで活動するプロレスのユニット。

## 歴史
2022年3月21日、ドンナ・デル・モンド（DDM）のジュリアと朱里が5日後に控えたワールド・オブ・スターダム王座戦の前にタッグチームの「アルト・リヴェッロ・カバリワン」を解散。その際、朱里は王座戦について『今後一緒にやって行く最強のボディーガードを連れてくる。』と宣言する。
3月26日、両国国技館大会にて、朱里はボディーガードとして元アクトレスガールズの三浦亜美を伴い入場し、ジュリアとワールド王座を賭けて対戦。結果は朱里が王座防衛に成功し、試合後には朱里がDDMから離脱することを宣言し、新ユニットを結成。
3月29日、Cinderella tournament2022の会見中、この日、三浦亜美から名を改めた壮麗亜美が朱里と、トーナメント1回戦で戦うことを希望。朱里が了承したため、結成数日での同門対決が決定する。
4月3日、CINDERELLA TOURNAMENT 2022 開幕戦で朱里と壮麗が対戦。試合は朱里が勝利する。試合後、DDMのMIRAIが二人のユニットに入ることを志願。それが認められ新ユニットは3人体制となり、ユニット名が「戦いの神に選ばれし者」という意味から「God's Eye」となったことも発表された。
4月9日、松山にてユニット初戦として、DDM（ジュリア、桜井まい、テクラ）と6人タッグで対戦。MIRAIがサブミッションで勝利し初陣を飾る。
4月17日、休業していた小波がGod's Eyeとしてゴールデンウィーク限定で復帰することが発表される。
4月29日、MIRAIがシンデレラトーナメント初出場初優勝を飾る。
5月1日、小波が地元広島大会で一時復帰。8人タッグ戦でのCOSMIC ANGELSとの一時復帰戦を勝利で飾る。それ以降もビックマッチなどにスポット参戦しており、ゴッズアイのメンバーとして活動している。
8月26日、『FIBREPLEX presents NEW BLOOD 4』にて、試合後に大江戸隊に襲われていたゴッズアイをJUST TAP OUTの稲葉ともかが救出に現れる。そして、そのままゴッズアイ入りを志願。それが認められ、新たに一人加わった。
10月19日、『FIBREPLEX presents NEW BLOOD 5』にて、ディアナ所属のななみが試合に敗れた後、ゴッズアイ加入を志願。朱里がそれを認めてメンバーとなる。その直後には壮麗がフューチャー・オブ・スターダム王座戦にて羽南から勝利し同王座を戴冠。ゴッズアイとしては初の王座奪取となった。
2023年7月2日、自身のハイスピード王座戦後に大江戸隊に襲われていた鹿島沙希を朱里と壮麗が救出。救出された鹿島はゴッズアイ加入を懇願。それが朱里に認められ、ゴッズアイ加入を果たす。なお、同日にMIRAIがワンダー・オブ・スターダム王座を獲得。MIRAIにとって初のシングル王座戴冠となった。
優宇からの紹介で来日し、11月18日に朱里とUWFルールマッチで対戦したスカンジナビア・ハリケーンが、12月3日の和歌山大会から12月17日新潟大会までゴッズアイに一時的に加入した。
12月25日の『FIBREPLEX presents NEW BLOOD 12』で朱里相手にデビューした新人の八神蘭奈が、2024年1月20日高田馬場大会でゴッズアイ入りを志願し、朱里もそれを了承した。
2024年3月31日、MIRAIがスターダムを退団。それに伴い、God's Eyeを脱退した。4月、入れ替わるようにして小波がスターダムに再入団。ほぼ全ての大会に出場するようになり、6月29日には朱里との師弟タッグでゴッデス・オブ・スターダム王座を戴冠した。
7月23日、朱里＆小波vs渡辺桃＆テクラのゴッデス王座戦の試合中に小波が朱里を裏切り大江戸隊に寝返る。なお、小波は復帰時から既に大江戸隊と繋がっていたとした。それを受けて、レディ・C、妃南がGod's Eye加入を表明する。
12月29日、元GLEATの福田茉耶改め虎龍清花がスターダムへの参戦とGod's Eye加入を表明

## メンバー

### 現在
| メンバー     | 加入           | 備考                       |
| ------------ | -------------- | -------------------------- |
| 朱里         | 2022年3月26日  | リーダー、初期メンバー     |
| 壮麗亜美     | 2022年3月26日  | 初期メンバー               |
| 稲葉ともか   | 2022年8月26日  | JTO所属、スポット参戦      |
| 羽多乃ナナミ | 2022年10月19日 | ディアナ所属、スポット参戦 |
| 鹿島沙希     | 2023年7月2日   |                            |
| 八神蘭奈     | 2024年1月20日  |                            |
| 妃南         | 2024年8月4日   |                            |
| レディ・C    | 2024年8月4日   |                            |
| 虎龍清花     | 2024年12月29日 | フリー                     |

### 過去
| メンバー                   | 加入          | 脱退           | 備考                                     |
| -------------------------- | ------------- | -------------- | ---------------------------------------- |
| スカンジナビア・ハリケーン | 2023年12月3日 | 2023年12月17日 | 帰国                                     |
| MIRAI                      | 2022年4月3日  | 2024年3月31日  | 退団                                     |
| 小波                       | 2022年5月1日  | 2024年7月23日  | 大江戸隊に復帰 2024年4月上旬まではフリー |

## 入場曲
Battle Testament（作編曲：村井大）
曲名や音源はスターダム公式アプリより。